# 河村弘二
河村 弘二（かわむら こうじ、1913年12月13日 - 1998年8月12日）は、日本の俳優、声優である。本名は河村 弘仁（読み同じ）。
東京府東京市麻布区（現在の東京都港区）出身。府立第八中学校（現在の東京都立小山台高等学校）卒業。創作座、P.C.L映画製作所、文学座、東宝、森の会、プレーヤーズセンター、東京俳優生活協同組合に所属していた。

## 来歴・人物
3人兄弟の次男で、兄は医者の金田義人、妹は女優の河村久子。
中学校卒業後、劇団プレイボーイズを経て、創作座に入団し『デット・エンド』『大地』などに出演する。
1936年、P.C.L.映画製作所が製作した木村荘十二監督映画『彦六大いに笑ふ』で映画デビュー。1937年、文学座に入り、『クノック』『秋水嶺』などに出演。1938年、P.C.L.映画製作所とJ.O.スタヂオが合併した東宝に入社して、多数の作品に出演した。
1940年に応召され、中支へ行き、1946年に復員した後、プレヤーズ・センターを経て東京俳優生活協同組合に入る。以後はNHKのラジオドラマやテレビドラマなどに出演していた。
1998年8月12日、死去した。満84歳没。妻である西口紀代子も女優として活躍していた。

## 出演作品

### 映画
- 花と竜（1954年、東映） - 藤本親分
- 血斗（1967年、日活） - 福井吉蔵
- トラ・トラ・トラ!（1970年、日米合作） - 福留繁連合艦隊参謀長
- 狼の紋章（1973年、東宝） - 羽黒武雄[7]
- 日本沈没（1973年、東宝） - 建設大臣[8]
- 華麗なる一族（1974年、東宝） - 大川一郎
- 金環蝕（1975年、東宝） - 広野大悟
- 東京湾炎上（1975年、東宝） - 瀬木運輸大臣[9]
- 密約 外務省機密漏洩事件（1978年、アニープラネット） - 愛川外務大臣→モデルは愛知揆一
- 海峡（1982年、東宝） - 石田禮助国鉄総裁

### テレビドラマ

#### NHK
- 子供の時間 / 映画 川べりの少年達（1953年）
- バラェテイ / 哀愁は旅とともに（1953年）
- コメディ 「彼は先輩」（1953年） - 北海瓢太
- 連続ドラマ
  - 父の心配（1953年） - 岸本
  - レ・ミゼラブル（1954年） - 憲兵
- 飛沫（1954年） - 富松
- 霧を追いかける男（1955年） - 岩部邦三
- 海風が吹けば（1956年） - 加藤の父親
- 氷雨（1959年）
- ここに人あり
  - 第118話「旗を振るおばんちゃん」（1959年）
  - 第125話「門出」（1960年）
- 灰色のシリーズ / サウスポーの犯罪（前編、後編）（1960年） - 穴沢
- 文芸劇場 / 黒白（1962年）
- おねえさんといっしょ（1963年）
- 事件記者（1964年）
  - 第177話「情況」
  - 第208話「頂上作戦」
- 風雪
  - 第24話「歌舞伎開花」（1964年）
  - 第76話「放送一声」（1965年） - 議長
- 大河ドラマ
  - 赤穂浪士（1964年） - 萱野七郎左衛門
  - 太閤記（1965年） - 後藤将監
  - 樅ノ木は残った（1970年） - 渡辺九郎右衛門
    - 第14話「風のまえぶれ」
    - 第17話「闇の音」

  - 春の坂道 第51話「かくれんぼ その二」、第52話「かくれんぼ その三」（1971年） - 久世広之
  - 国盗り物語 第31話「鉄砲守護神」（1973年） - 今井宗久
  - 元禄太平記（1975年） - 秋元但馬守
  - 草燃える（1979年） - 西光
- 人形佐七捕物帳（1965年）
- NHK劇場（1966年）
  - 象と幽霊たち
  - 大市民
- アイウエオ 第34話 - 第37話（1967年）
- 土曜ドラマ
  - 松本清張シリーズ・最後の自画像（1977年） - 滝沢常務
  - 戦後史実録シリーズ 空白の900分-国鉄総裁怪死事件-（前編、後編）（1980年）
- 少年ドラマシリーズ / おれたち夏希と甲子園 第5話（1982年）

#### NTV
- 宮本武蔵（1957年）
- 金四郎江戸桜（1957年）
- 侍ニッポン（1957年）
- 雑草の歌
  - 第20回「酔いどれ地獄」（1958年）
  - 第26回「人工腎臓」（1958年）
  - 第42回、第43回「この子に幸を」（前編、後編）（1959年）
- 西郷隆盛（1958年）
- 山一名作劇場 / 丹下左膳（1958年 - 1959年）
- 怪人二十面相（1959年）
- 菊池寛シリーズ / 仇討兄弟鑑（1959年）
- 夫婦百景
  - 第123話「好伴侶」（1960年）
  - 第137話「御降嫁型女房」（1960年）
  - 第175話「三ツ面夫婦」（1961年）
  - 第233話「ベテラン女房」（1962年）
  - 第282話「妻よ牡丹のように」（1963年）
  - 第289話「天法羅夫婦」（1963年）
  - 第335話「珍品夫婦」（1964年）
  - 第343話「宿かり夫婦」（1964年）
- 舞妓東京を行く（1961年）
- 人生の四季 第42話「社長物語」（1962年）
- 有料道路（1967年）
- 火曜日の女シリーズ
  - 雨の日の罠（1970年）
  - ある朝、突然に…（1972年）
- 太陽にほえろ!（東宝）
  - 第31話「お母さんと呼んで」（1973年） - 秋津大四郎
  - 第185話「虹」（1976年） - 板倉副社長
  - 第213話「正当防衛」（1976年） - 城東精機社長
  - 第234話「おさな子」（1977年） - 森正造
  - 第259話「怪物」（1977年） - 債権者
  - 第346話「華麗なる証人」（1979年） - 原田洋三
  - 第428話「ドック対ドッグ」（1980年） - 上原（竜神会支部長）
  - 第538話「七曲署・1983」（1983年） - 木村伝兵衛
- マグニチュード8.5!! 東京大地震（1975年）
- 愛のサスペンス劇場 / 薪能（1977年）
- 大追跡 第10話「耳」（1978年）
- 新五捕物帳
  - 第47話「月とすっぽん」（1978年）
  - 第71話「恋情け涙の十手」（1979年）
  - 第96話「おりん供養」（1980年）
  - 第118話「おりつ恋唄」（1980年）
  - 第141話「闇に消えた男」（1981年）

#### TBS
- ダイヤル110番
  - 第7話「清一荘殺人事件」（1957年）
  - 第45話「消えた乗客」（1958年）
  - 第75話「捜査十課十一号室」（1959年）
  - 第89話「名刺」（1959年）
  - 第90話「夜が恐い」（1959年）
  - 第95話「白いハイヒール」（1959年）
  - 第129話「集団仮睡盗」（1960年）
  - 第133話「炎に聞け」（1960年）
  - 第139話「黒い円周」（1960年）
- 松本清張シリーズ・黒い断層
  - 紐（1960年）
  - 失踪（1961年）
- 雑草の歌
  - 第135回「父の寝言」（1960年）
  - 第144回「総務部付」（1961年）
- グリーン劇場 / 立候補勧誘（1960年）
- 源氏鶏太シリーズ / 英語屋さん（1961年）
- 月曜日の男 第27話「真昼の幽霊」（1962年）
- 東芝日曜劇場
  - 東京一淋しい男（1962年）
  - 遠き日の唱歌（1969年）
  - 渡れぬ橋（1972年）
  - 愛と愛（1972年）
  - 女と味噌汁 -その二十四-（1972年） - 佐藤
  - 春の行くさき（1973年）
  - 明日また（1975年）
  - 証明（1977年） - 画商
  - 松本清張おんなシリーズ・記憶（1978年）
- 近鉄金曜劇場
  - 夜の谷間で（1962年）
  - 鏡の中の真実（1962年）
  - 奇蹟の女（1963年）
  - 戦国無残（1964年）
  - 絹のドレス（1964年）
- 七人の刑事
  - 第1シリーズ 第87話「他人の眼」（1963年）
  - 第2シリーズ 第244話「生命の恩人」（1966年）
- テレビ劇場 / 虚空遍歴（1964年）
- ゼネラルアワー 美空ひばり劇場 / 兄・私・弟（前編、後編）（1965年）
- おかあさん 第2シリーズ 第286話「母の肖像」（1965年）
- テレビ映画 / 日高川（1967年）
- 伝七捕物帳 第15話「呪いの玉」（1968年）
- 水戸黄門 第1部 第13話「追いつめられて -境港-」（1969年） - 堺町奉行
- 柔道一直線 第64話「爆発! 柔道メート -助けあいとはなにか-」（1970年）
- なんたって18歳! 第40話「まどか捕物帖」（1970年）
- 刑事くん 第1部 第26話 「ひびけおれたちの歌」（1972年、東映）
- ゆびきり 第11話（1973年） - 青木
- 時間ですよ（1973年）
- おさななじみ（1973年）
- 新選組始末記 第7話「壬生心中」、第8話「見廻組騒動」（1977年、MBS）
- 腐蝕の構造（1977年、MBS）
- 青春の門 第二部（1977年 - 1978年、MBS）
- 人間の証明（1978年、MBS） - 代議士
- 風が燃えた（1978年）
- 金曜ドラマ / 家族熱（1978年）
- 人はそれをスキャンダルという 第5話「激情」（1978年）
- 木曜座 / たとえば、愛 第4回（1979年）
- 江戸を斬るIV 第5話「からくり焦熱地獄」（1979年）
- 不毛地帯（1979年、MBS） - 大川一郎
- Gメン'75 第213話「ニューカレドニアの逃亡者」（1979年、東映） - 国友商事副社長
- 水曜劇場 / 家路PART2 第8話「80貧しき時代の厨長」（1980年）
- 赤い魂 第19話「偽りと思い定めた恋が今…」（1980年）

#### CX
- これが真実だ（1960年）
  - 第19話「流血桜田門」
  - 第24話「懲罰招集 一新聞記者の場合」
  - 第35話「最後の日中平和交渉」
  - 第44話「実説宇都宮釣天井」
- 侍（1961年）
  - 第20回「槍一筋」
  - 第25回「刺客」
- シャープ火曜劇場 / 母子草（1961年）
- われら青春 第21話（1962年）
- 俺はども安（1965年）
- 眠狂四郎 第14話「悪魔祭」（1967年）
- 銭形平次
  - 第81話「質札の娘」（1967年）
  - 第207話「裏切りの刃」（1970年）
  - 第351話「女将棋指し」（1973年）
  - 第405話「だるま長屋殺人事件」（1974年）
- バンパイヤ 第15話「赤い満月の決斗」、第16話「人間狩り」（1968年） - 倉持
- 幕末姉妹（1968年、NMC） - 畑中甲之進
- 三匹の侍 第6シリーズ 第6話「地獄を見た」（1968年） - 白銀屋五郎蔵
- 旗本退屈男 第3話（1970年）
- 下町かあさん 第6話「母の日なんて」（1972年）
- 恐怖劇場アンバランス 第11話「吸血鬼の絶叫」（1973年、円谷プロ） - 刑事
- 特捜記者 犯罪を追え 第6話（1974年）
- 大盗賊 第6話「あの国を取れ!」（1974年）
- 江戸の旋風シリーズ
  - 同心部屋御用帳 江戸の旋風II（1976年）
    - 第3話「苦いきつねうどん」
    - 第24話「盗人の十手」

  - 同心部屋御用帳 江戸の旋風III 第20話「浮世絵人気競べ」（1977年）
- 渚より愛をこめて（1976年、THK / 日本現代企画）- 塩島
- 大空港 （1979年、松竹）
  - 第35話「衝撃の無差別殺人」 - 宗本（グローバル航空専務）
  - 第48話「目撃者はデカだ!」 - 大橋
- ゴールデンドラマシリーズ
  - 飢餓海峡（1978年）
  - 駆け込みビル7号室 第8話「標的を撃ち落とせ! 恋の代償は高かった」（1979年）
- 大捜査線→大捜査線シリーズ 追跡（1980年）
  - 第1話「撃て加納明」
  - 第42話「君は人のために死ねるか」
- 女商一代 やらいでか!（1981年、THK）
- 同心暁蘭之介 第22話「恐怖の町」（1982年）

#### NET→ANB
- 芸術参加作品 / 君はいま何を見つめている（1959年） - 関口教授
- ドキュメンタリードラマ 指名手配 第45話「過去を消す殺人者」（1960年）
- 徳川家康（1964年 - 1965年）
- 特別機動捜査隊（東映）
  - 第199話「再会」（1965年） - 杉田
  - 第491話「最後の道化師」（1971年） - 銭村
  - 第604話「金と毒薬と老嬢」（1973年）
- ポーラ名作劇場
  - 春雷（1967年）
  - ながい坂（1969年）
  - 氾濫（1974年）
- あゝ同期の桜 第17話「南十字星の下に」（1967年）
- 喧嘩太郎（1968年）
- 五番目の刑事 第14話「夜霧に散った女」（1970年、東映） - 松村幸雄
- 大忠臣蔵 （1971年、三船プロ） - 山尾十兵衛
- 遠山の金さん捕物帳（東映）
  - 第108話「煮え湯を飲んだ男」（1972年） - 一文字屋友蔵
  - 第135話「冥土から帰った男」（1973年） - 紀州屋五兵衛
- 素浪人 天下太平 第10話「はぐれ鴉の流れ唄」（1973年、東映） - 新田の惣兵ヱ
- 非情のライセンス（東映）
  - 第1シリーズ 第15話「兇悪の像」（1973年） - 石坂
  - 第2シリーズ 第17話「兇悪の誇り」（1975年）[注釈 2]
  - 第3シリーズ 第2話「兇悪の素顔・あなたと死にたい!」（1980年）
- 華麗なる一族（1974年、MBS） - 大川一郎
- ザ・ボディガード 第2話「よみがえる栄光の日々」（1974年、東映） - 浅田森
- 幡随院長兵衛お待ちなせえ 第11話「乙女は体を張った」（1974年）
- 右門捕物帖 第31話「切腹」（1974年）
- 破れ傘刀舟悪人狩り（1975年）
  - 第30話「ささやいた死美人」 - 大垣屋重兵衛
  - 第58話「裏切りの賭け」 - 橘屋
- 大非常線 第10話「高山刑事死す」（1976年）
- 破れ奉行 第4話「熱風!黄金地獄館」（1977年、中村プロ） - 古賀備中守
- スーパー戦隊シリーズ（東映）
  - ジャッカー電撃隊 第17話「黒い悪魔つき!! 怪談・地獄の家」（1977年）- クライムボス
  - 太陽戦隊サンバルカン 第7話「野獣バッターと涙」（1981年） - 野性能力開発研究所博士（ダークQ）
- ザ・スペシャル / 密約（1978年）
- 特捜最前線（1979年、東映）
  - 第93話「頭蓋骨を愛した女!」
  - 第111話「ラジオカセットのある殺人風景!」
- 江戸の牙 第13話「悲哀 北から来た男」（1979年、三船プロ）
- 土曜ワイド劇場 / 滋賀銀行九億円横領事件（1981年）
- 走れ!熱血刑事 第12話「俺は、弁慶だ!」（1981年） - 橘総合病院・理事長
- ザ・ハングマン（1981年、松竹）
  - 第21話「替え玉合格の悪ガキは十三階段へ」 - 阿久田修造（代議士）
  - 第47話「生か死か!? ドラゴン危うし」 - 南条誠二
- 文吾捕物帳 第22話「皆殺しの赤い罠」（1982年、三船プロ）
- 西部警察 PART-III 第20話「40億の罠」（1983年、石原プロ） - 日本国際銀行総裁・中平徳太郎

#### 12ch→TX
- 新春ワイド劇場 / 大願成就（1965年）
- プレイガール 第29話「女度胸の見せどころ」（1969年）
- 蛇姫様（1972年）
- 大江戸捜査網（三船プロ）
  - 第81話「賭場荒し」（1972年） - 丹波屋惣兵衛
  - 第142話「殺意なき殺人」（1974年） - 白子の弥平
  - 第173話「悲恋 黒絵馬の女」（1975年） - 瀧原外記
  - 第221話「十手に賭ける遊女秘話」（1975年） - 堀田大膳
  - 第240話「涙の操り人形」（1976年） - 三橋会所頭取・井筒屋徳兵衛
  - 第281話「雨の朝江戸に死す」（1977年） - 相模屋
  - 第303話「緊急指令! 人質を救出せよ」（1977年） - 香月忠成
  - 第311話「父子同心復讐の子守唄」（1977年） - 井筒屋
  - 第344話「姉妹芸者涙の仇討ち」（1978年） - 和倉大膳
  - 第369話「殺意なき用心棒」（1978年） - 朝日奈典膳
  - 第431話「暴れ駕篭泣き笑いの縁結び」（1980年） - 越後屋
  - 第453話「美女誘拐螢火の罠」（1980年） - 角屋利兵衛
- ザ・スーパーガール  第36話「夜の女子寮 狙われたチアガール」（1979年、東映）

### 吹き替え

#### 俳優
アーサー・オコンネル
- 或る殺人（パーネル）
- 第三の日（ウィーラー医師）
- ピクニック（ハワード）
- ポケット一杯の幸福（アルフォンソ）※テレビ朝日版
- モンテカルロ物語（ヒンクリー）

シャルル・ヴァネル
- 悪魔のような女（フィチェット）
- 恐怖の報酬（M･ジョー）※テレビ朝日版

#### 映画
- 雨に唄えば（シンプソン社長〈ミラード・ミッチェル〉）※NHK版
- 雨の訪問者（神父）※日本テレビ版（BD収録）
- 気球船探険（アーメッド〈ピーター・ローレ〉）
- 荒野の七人 ※テレビ朝日版
- ゴッドファーザー（ドン・トマシーノ〈コラード・ガイバ〉）※日本テレビ版
- 女王陛下の大作戦（ベルナール〈アドルフォ・チェリ〉）※TBS版
- 頭上の脅威（ジャック・モノ）
- 戦争と平和（ミハイル・クトゥーゾフ〈ボリス・ザハーワ〉）※テレビ朝日版
- 遠すぎた橋（ヤン・スパンダー医師〈ローレンス・オリヴィエ〉）※日本テレビ版
- 虹を掴む男（ブルース・ピアース〈サーストン・ホール〉）
- 八点鐘が鳴るとき（アンクル・アーサー〈ロバート・モーレイ〉）※テレビ朝日版
- パラダイン夫人の恋（ホーフィールド判事〈チャールズ・ロートン〉）※NHK版
- ブーム・タウン（ルーサー・アルドリッチ〈フランク・モーガン〉）
- ベラクルス（ラミレス将軍〈モリス・アンクラム〉）※テレビ朝日版
- 街の野獣（フィル〈フランシス・L・サリヴァン〉）
- マペットの夢みるハリウッド（ウォルドーフ〈ジム・ヘンソン〉）※LD版
- マルタの鷹（カスパー・ガットマン〈シドニー・グリーンストリート〉）

#### ドラマ
- 原子力超特急スーパートレイン（ハリー・フラッド車掌〈エドワード・アンドリュース〉）
- スターロスト宇宙船アーク #5「救命艇の危機（マーチン〈バッド・ナッブ〉）
- 大草原の小さな家（ポター、ハンコック）
- 電撃スパイ作戦 #11（ヴォス博士〈ルパート・デイヴィス〉）
- 逃亡者 #108

#### 人形劇
- サンダーバード（ブレークリー教授）
- マペット・ショー（ウォルドーフ）